# Reticulum-III-Zwerggalaxie
Die Reticulum-III-Zwerggalaxie, kurz auch Reticulum III oder Reticulum 3, ist eine im Jahr 2015 entdeckte Zwerggalaxie des Typs dSph im Sternbild Netz in der Lokalen Gruppe und eine der Satellitengalaxien der Milchstraße.

## Eigenschaften
Ret III dSph besitzt einen Halblichtradius von {\displaystyle r_{h}=2,4_{-0,8}^{+0,9}} ′, was bei einer Entfernung von etwa 92 kpc einer Größe von (64 ± 24) pc entspricht.

## Weiteres
- Liste der Galaxien der Lokalen Gruppe